# Giuseppe Mirri
Giuseppe Mirri (Imola, 14 dicembre 1834 – Bologna, 5 settembre 1907) è stato un politico e generale italiano, senatore del Regno d'Italia.
Fu Ministro della Guerra del Regno d'Italia nel Governo Pelloux II.

## Biografia
Intrapresa la carriera militare, divenne volontario nella Seconda guerra d'indipendenza italiana del 1859, divenendo garibaldino dall'anno successivo ed entrando nell'esercito regolare dopo l'unificazione del sud. Venne quindi assegnato alle operazioni per la lotta alla repressione del brigantaggio in Sicilia, risalendo poi al nord per partecipare alla campagna del 1866.
Promosso al rango di generale dal 1883, venne poco dopo creato senatore nel 1898. Politicamente vicino a Francesco Crispi, ne sostenne la svolta imperialista e la politica coloniale. Anche dopo la caduta dello statista siciliano nel 1896, il generale Mirri restò un punto di riferimento per i gruppi neo-crispini. Concluse la sua esperienza politica come ministro della Guerra nel secondo gabinetto Pelloux (1899-1900).
Morì a Bologna nel 1907.